# Louis Anseaume
Louis Anseaume fr: lwi ɑ̃so:m (ur. 1721 w Paryżu, zm. 7 lipca 1784 tamże) – dramatopisarz francuski, autor wielu  librett do popularnych komedii muzycznych, oper komicznych i własnego gatunku: komedii mieszanych z ariami (comédie mêlée d'ariettes). Uważany jest za ojca francuskiej opery komicznej.
Był suflerem i repetytorem w Teatrze Włoskim (Théâtre-Italien) w Paryżu; został zastępcą dyrektora Opery Komicznej w Paryżu i napisał około 40 utworów scenicznych, często współpracując z Charles-Simon Favartem. Niektóre z nich doczekały się tłumaczeń na m.in. niemiecki i duński. Jego libretta chętnie wykorzystywało wielu kompozytorów z epoki, m.in. Jean-Louis Laruette, André Ernest Modeste Grétry, Christoph Willibald Gluck, Pierre-Alexandre Monsigny, Egidio Romualdo Duni i François-André Danican Philidor.
Oto większość z nich
- Le tableau parlant (20 września 1769), (André Ernest Modeste Grétry)
- Cendrillon (20 lutego 1759), (Laruette)
- Les Deux chasseurs et la Laitière (1763), (Egidio Romualdo Duni)
- Le Tableau parlant (1769), muzyka Grétry'ego
- La Clochette (1766), Egidio Romualdo Duni)
- Le Peintre amoureux de son modèle (1757), (Egidio Romualdo Duni)
- Achmet et Almanzine (25 października 1776)
- L' Amant corsaire (3 czerwca 1762)
- Les Amants trompés (26 lipca 1756)
- Arlequin marchand de proverbes (16 marca 1771)
- Bertholde à la ville (9 marca 1754)
- Le Boulevard (24 sierpnia 1753)
- Le Chinois poli en France (20 lipca 1754), (Christoph Willibald Gluck)
- La Clochette (14 lipca 1766)
- La Coquette de village ou le baiser pris et rendu (19 września 1771)
- Le Dépit généreux (16 lipca 1761)
- La Fausse aventurière (22 marca 1757), (Christoph Willibald Gluck)
- La Fausse esclave (31 maja 1758), (Christoph Willibald Gluck)
- Les Filles pourvues, compliment de clôture (31 grudnia 1761)
- La Harangue interrompue, compliment de clôture (7 kwietnia 1772)
- L' Ile des fous (29 grudnia 1760)
- L' Ivrogne corrigé ou le mariage du diable (23 lipca1759)
- Le Maître d'école (14 marca 1760)
- Le Maréchal-ferrant (22 sierpnia 1761)
- Mazet (24 września 1761), (Egidio Romualdo Duni)
- Le Médecin de l'amour (22 września 1758)
- La Meunière enrichie ou le Gascon puni (1767)
- Le Milicien (29 grudnia 1762), (Egidio Romualdo Duni)
- Le Monde renversé /  L'isle de Merlin (2 kwietnia 1753), (Christoph Willibald Gluck)
- La Nouvelle Bastienne (17 września 1754)
- La Nouvelle troupe (9 sierpnia 1760)
- Le Peintre amoureux de son modèle (26 lipca 1757), (Egidio Romualdo Duni)
- Le Poirier (21 czerwca 1772)
- Les Précautions inutiles (23 lipca 1760)
- Le Procès des ariettes et des vaudevilles (31 stycznia 1760)
- La Rencontre imprévue, compliment de rentrée (11 kwietnia 1774)
- Le Rendez-vous bien employé (10 stycznia 1774)
- La Ressource comique (22 sierpnia 1772)
- Le Retour de tendresse (1 października 1774)
- Le Soldat magicien (14 sierpnia 1760)
- La Vengeance de Melpomène (12 lipca 1753)
- La Veuve indécise (24 września 1759), (Egidio Romualdo Duni)